# Princess Nicotine; or, The Smoke Fairy
Princess Nicotine; or, The Smoke Fairy er en amerikansk stumfilm fra 1909 af J. Stuart Blackton.